# 天文ガイド
天文ガイド（てんもん-）は、誠文堂新光社が編集・発行する毎月5日発売（原則）の天文雑誌（月刊誌）。1965年7月創刊、通称「天ガ」（てんが）。
2022年現在刊行されている一般向け天文雑誌としては最も老舗。

## 概要
内容は大きく分けて特集記事、トピックス、今月の星空、ニュース&イヴェント、連載記事、天体写真投稿コーナー、観測ガイド等に分かれる。
国立国語研究所「現代雑誌の語彙調査」対象雑誌となったこともある。出版部数は公称8万部。

## 連載記事
- クルマでGON!（GON）
- 宇宙に耳をすます（阪本成一）
- 今日からロケッティア!（足立昌孝）
- T.G.FactoryIII（西條善弘）
- イスラーム星物語（近藤二郎）
- 星空の話し方（木村直人）
- 宇宙天気（篠原学）
- 柳家小ゑんのエントロピーガイア!（柳家小ゑん）
- 空との差音（オラノア）
- 14番目の月（大朝由美子）
- 星空FAN!
- 大ヒマラヤ星空紀行（藤田弘基）
- 宇宙からの視点（池内了）
- 星のある場所（森雅之）
- 黒田有彩の天文年鑑ガイド（黒田有彩）

## 観測ガイド
- 天文データ（相馬充）
- 流星ガイド（長田和弘）
- 星食ガイド（広瀬敏夫）
- 太陽黒点近況（時政典孝）
- 変光星ガイド（前原裕之）
- 変光星の近況（広沢憲治）
- 小惑星ガイド（渡辺和郎）
- 人工天体ガイド（橋本就安）
- 惑星の近況（堀川邦昭）
- 彗星ガイド（中野主一）